# Municipalità locale di Siyancuma
Siyancuma è una municipalità locale (in inglese Siyancuma Local Municipality) appartenente alla municipalità distrettuale di Pixley ka Seme della Provincia del Capo Settentrionale in Sudafrica. 
In base al censimento del 2001 la sua popolazione è di 9.069 abitanti.
La sede amministrativa e legislativa è la città di Douglas e il suo territorio si estende su una superficie di 10.024 km² ed è suddiviso in 5 circoscrizioni elettorali (wards). Il suo codice di distretto è NC078.

## Geografia fisica

### Confini
La municipalità locale di Siyancuma confina a nord con quelle di Tsantsabane, Kgatelopele (Siyanda), Sol Plaatje (Frances Baard) e con il District Management Areas NCDMA09, a est e a sud con quella di Letsemeng (Xhariep/Free State), a sud e a ovest con quella di Thembelihle e a ovest con il District Management Areas NCDMA07.

### Città e comuni
- Bucklands
- Breipaal
- Campbell
- Douglas
- Griekwastad
- Griquatown
- Mathlomola
- Ritchie
- Schmidtsdrift

### Fiumi
- Diep
- Klein – Riet
- Orange
- Riet
- Skeifonteinspruit

### Dighe
- Aucampshoop Weir/Stuwal
- Douglas-Atherton Weir
- Koedoesbergdrif Weir/Stuw
- Scholtzdam